# Čamski jezici
Čamski jezici, skupina malajsko-čamskih jezika, dio malajsko-polinezijske porodice. Postoji dvanaest priznatih jezika od kojih se devet govori po Vijetnamu, i po jedan u Kiniji, Indoneziji i Kambodži.
Čamska skupina jezika pretghodno je svrstavana u malajičke jezike